# 1806 Derice
Az 1806 Derice (ideiglenes jelöléssel 1971 LC) a Naprendszer kisbolygóövében található aszteroida. Perthi Obszervatórium fedezte fel 1971. június 13-án.